# Oskar von Miller
Oscar Miller (n. 7 mai 1855, München, Regatul Bavariei – d. 9 aprilie 1934, München, Germania Nazistă), din 1875  Oscar von Miller, a fost un inginer constructor german, pionier al energiei hidroelectrice, care a rămas cunoscut îndeosebi ca fondator al celui mai mare muzeu tehnico-științific din lume: Muzeul German (Deutsches Museum).

## Biografie
Oskar von Miller s-a născut la München unde a studiat la politehnică. Din 1883 a fost director la Deutschen Edison-Gesellschaft (ulterior AEG). În 1882, la München, și în 1891 (Frankfurt) a organizat expoziții electrotehnice. În 1892 a vizitat Sibiu. După planurile sale aici a fost construit hidrocentrala Sadu I. În orașul său natul a pus baza pentru Muzeul German, un muzeu tecnic.

### Poziții deținute, autor de lucrări tehnice
Mai multe posturi pe care von Miller le-a deținut subliniază personalitatea și importanța prezenței sale în domeniul electro-tehnologiei. Astfel, de exemplu, von Miller a ocupat următoarele poziții,
- Președintele Asociației Inginerilor Germani
- Membru al delegației de pace din 1919 la Versailles în calitate de consilier tehnic
- Autor a numeroase cărți de specialitate, care au devenit lucrări standard pentru cei implicați în problema furnizării energiei electrice în orice localitate și în special în orașe și mari aglomerări urbane.

### Onoruri
- Membru al Camerei Superioare (Kammer der Reichsräte) al Parlamentului Regatului Bavariei
- Cetățean de onoare al orașului München
- Cetățean de onoare al localității Holzkirchen
- Președinte de onoare al Conferinței despre energia electrică a celei de-a doua lumi (în germană, Weltkraftkonferenz)
- Siemens-Ring
- Deținător al medaliei Wilhelm Exner, primul dintre laureați, 1921